# Hybrid-Fernsehen
Unter Hybrid-Fernsehen oder auch Hybrid-TV versteht man Fernsehgeräte und Set-Top-Boxen, die über eine eingebaute Internetschnittstelle verfügen und somit Fernseh- und Internetinhalte darstellen können. Diese Technik ist an moderne HD-Geräte gebunden, um eine gute Lesbarkeit der Onlineinhalte gewährleisten zu können.
Meistens wird dem Zuschauer der Zugang zu Online-Inhalten auf dem Fernseher über eigene Portale der Gerätehersteller ermöglicht. 
Die verschiedenen proprietären Lösungen einzelner Hersteller können mittelfristig vom Standard HbbTV abgelöst werden, der eine integrative Darstellung von Fernseh- mit Internet-Inhalten ermöglicht.